# Bleptina coloniasalis
Bleptina coloniasalis là một loài bướm đêm trong họ Noctuidae.